# Joanne Faulkner
Joanne Faulkner, född 14 april 1972 i Armidale i New South Wales, är en australisk filosof och författare. Hon är verksam vid Macquarie University.

## Biografi
År 2006 avlade Joanne Faulkner doktorsexamen i filosofi vid La Trobe University. I sin forskargärning har hon särskilt fokuserat på barndomens ontologi, sexualitetens filosofi samt Nietzsches filosofi. Därtill har hon bedrivit forskning om den stulna generationen.